# Piper urdanetanum
Piper urdanetanum är en pepparväxtart som beskrevs av C. Dc.. Piper urdanetanum ingår i släktet Piper och familjen pepparväxter. Inga underarter finns listade i Catalogue of Life.